# Foxcatcher
Foxcatcher är en amerikansk biografisk dramafilm från 2014 i regi av Bennett Miller, regissören av Capote (2005). Manuset är skrivet av E. Max Frye och Dan Futterman och i huvudrollerna finns  Steve Carell som John Eleuthère du Pont och Channing Tatum som Mark Schultz. Filmen hade premiär 19 maj på Filmfestivalen i Cannes 2014.
Inför Golden Globe-galan 2015 nominerades Foxcatcher i tre kategorier; Bästa dramafilm, Steve Carell för Bästa manliga huvudroll i en dramafilm samt Mark Ruffalo för Bästa manliga biroll i en långfilm. På Oscarsgalan 2015 nominerades filmen för Bästa regi, Bästa manliga huvudroll (Carell), Bästa manliga biroll (Ruffalo), Bästa originalmanus och Bästa smink.

## Rollista
- Steve Carell – John Eleuthère du Pont
- Channing Tatum – Mark Schultz
- Mark Ruffalo – David "Dave" Schultz
- Vanessa Redgrave – Jean du Pont
- Sienna Miller – Nancy Schultz
- Anthony Michael Hall – Jack
- Guy Boyd – Henry Beck
- Brett Rice – Fred Cole
- Daniel Hilt – Robert Garcia
- David "Doc" Bennett – dokumentärregissör
- Samara Lee – Danielle "Dani" Schultz
- Jackson Frazer – Alexander "Xander" Schultz
- Jane Mowder – Rosie
- Lee Perkins – Corporal Daly